# Техтеченар
Техтеченар (перс. تختچنار‎) — село на севере Ирана, в остане Тегеран. Входит в состав шахрестана Пардис. Является частью дехестана (сельского округа) Сеидабад бахша Джаджруд.

## География
Село находится в центральной части остана, на левом берегу реки Джаджаруд, на расстоянии приблизительно 5 километров (по прямой) к юго-западу от города Пардис, административного центра шахрестана. Абсолютная высота — 1377 метров над уровнем моря.

## Население
По данным переписи 2006 года население села составляло 102 человека (63 мужчины и 39 женщин). В Техтеченаре насчитывалось 34 домохозяйства. Уровень грамотности населения составлял 75,5 %. Уровень грамотности среди мужчин составлял 73 %, среди женщин — 79,5 %.
В 2016 году в селе имелось 15 домохозяйств и проживало 38 человек (33 мужчины и 5 женщин).